# Musée des Plans et Reliefs
Musée des Plans et Reliefs – muzeum makiet wojennych zlokalizowane w Les Invalides w 7. dzielnicy Paryża. Muzeum posiada w swoich zbiorach ponad 100 makiet.
Modele zgromadzone w muzeum datowane są na 1668 rok. François Michel Le Tellier de Louvois minister wojny Ludwika XIV rozpoczął kolekcję trójwymiarowych modeli fortyfikacji miast w celach militarnych. Modele zwracały szczególną uwagę na fortyfikację i topografię terenu pozwalającą na użycie militarne takie jak wzgórza i zatoki. W 1700 roku Ludwik XIV umieścił kolekcję w Luwrze. Pierwotnie modele tworzone były przez wojskowych inżynierów w konkretnych miejscach które odtwarzali na makiecie. W 1743 roku zostały utworzone 2 centralne warsztaty przeznaczone do ich tworzenia w Béthune i Lille. Duża część modeli została stworzona podczas wojny o sukcesje austriacką (1741–1748) i reprezentowały nowo zdobyte terytoria.
W 1777 roku kolekcja została przeniesiona do Les Invalides, gdzie znajduje się do dziś. Podczas rządów Napoleona Bonapartego zostały stworzone nowe modele przedstawiające między innymi miasta niemieckie. Produkcja nowych modeli trwała do około 1870, kiedy to nastąpił zanik fortification bastionnée. Kolekcja została uznana za zabytek historyczny w 1927, a muzeum otwarto w 1943 roku.
Muzeum otwarte jest przez cały rok z wyjątkiem pierwszych poniedziałków miesiąca (poza lipcem, sierpniem i wrześniem), 1 stycznia, 1 maja i 25 grudnia. Muzeum pobiera opłaty za wstęp.